# Ösby, Uppsala kommun
Ösby är en bebyggelse i Almunge socken i Uppsala kommun, Uppsala län söder om Almunge. SCB avgränsade här en småort 2023.